# Noche de bodas (película de 1942)
Noche de bodas es una película de Argentina en blanco y negro dirigida por Carlos Hugo Christensen según el guion de Julio Porter sobre la obra Canallita mío de Carlos Goicochea y Rogelio Cordone que se estrenó el 31 de marzo de 1942 y que tuvo como protagonistas a Paulina Singerman, Enrique Serrano, Irma Córdoba y Felisa Mary. La pieza teatral en que se basa -hoy olvidada- fue un éxito en su época. 

## Sinopsis
Por razones que se develarán al final, una novia regresa misteriosamente a su hogar paterno en la noche de bodas.

## Reparto
- Paulina Singerman ... Lucía
- Enrique Serrano ... Pío
- Irma Córdoba ... Sara Pérez
- Felisa Mary ... Sofía
- Darío Cossier ... Eustaquio
- Aurelia Ferrer ... Brígida
- Paloma Cortez
- Pablo Lagarde ... Horacio
- Ricardo Passano ... Agustín
- Diego Martínez ... Ramón

## Comentario
La opinión de Calki fue:

"Ágil y reidera versión de una obra teatral...En su tercer film, el joven director Chistensen, salvando los escollos de un material esencialmente teatral ha tenido un acierto ....Por de pronto, Noche de bodas ha sido la mejor película de Paulina Singerman."